# Partecipanti al Giro di Polonia 2019
Elenco dei partecipanti al Giro di Polonia 2019, settantaseiesima edizione della corsa. Alla competizione presero parte 22 squadre.

## Corridori per squadra
Nota: R ritirato, NP non partito, FT fuori tempo, SQ squalificato 
| Team Ineos            | Team Ineos              | Team Ineos            | Groupama-FDJ       | Groupama-FDJ           | Groupama-FDJ       | Team Katusha Alpecin       | Team Katusha Alpecin       | Team Katusha Alpecin       |
| --------------------- | ----------------------- | --------------------- | ------------------ | ---------------------- | ------------------ | -------------------------- | -------------------------- | -------------------------- |
| 1                     | Owain Doull             | 51º                   | 81                 | Bruno Armirail         | 106º               | 161                        | Enrico Battaglin           | 92º                        |
| 2                     | Tao Geoghegan Hart      | 5º                    | 82                 | Mickaël Delage         | R 7ª               | 162                        | Matteo Fabbro              | 14º                        |
| 3                     | Michał Gołaś            | 67º                   | 83                 | Kilian Frankiny        | 33º                | 163                        | Reto Hollenstein           | 102º                       |
| 4                     | Vasil' Kiryenka         | 84º                   | 84                 | Marc Sarreau           | 77º                | 164                        | Pavel Kočetkov             | 55º                        |
| 5                     | Salvatore Puccio        | 57º                   | 85                 | Romain Seigle          | 43º                | 165                        | Daniel Navarro             | 32º                        |
| 6                     | Pavel Sivakov           | 1º                    | 86                 | Benjamin Thomas        | 90º                | 166                        | Simon Špilak               | R 6ª                       |
| 7                     | Ben Swift               | 24º                   | 87                 | Léo Vincent            | R 5ª               | 167                        | Dmitrij Strachov           | R 7ª                       |
| Deceuninck-Quick-Step | Deceuninck-Quick-Step   | Deceuninck-Quick-Step | Team Sunweb        | Team Sunweb            | Team Sunweb        | Team Dimension Data        | Team Dimension Data        | Team Dimension Data        |
| 11                    | Rémi Cavagna            | 82º                   | 91                 | Asbjørn Kragh Andersen | R 6ª               | 171                        | Mark Cavendish             | R 6ª                       |
| 12                    | Fabio Jakobsen          | R 7ª                  | 92                 | Chris Hamilton         | 8º                 | 172                        | Stefan de Bod              | 86º                        |
| 13                    | Bob Jungels             | 58º                   | 93                 | Jai Hindley            | 2º                 | 173                        | Bernhard Eisel             | R 6ª                       |
| 14                    | James Knox              | 10º                   | 94                 | Robert Power           | 95º                | 174                        | Enrico Gasparotto          | 37º                        |
| 15                    | Fabio Sabatini          | R 7ª                  | 95                 | Max Kanter             | R 6ª               | 175                        | Gino Mäder                 | NP 5ª                      |
| 16                    | Pieter Serry            | 87º                   | 96                 | Michael Storer         | 20º                | 176                        | Ben O'Connor               | 71º                        |
| 17                    | Petr Vakoč              | 31º                   | 97                 | Max Walscheid          | R 7ª               | 177                        | Jaco Venter                | 104º                       |
| Bora-Hansgrohe        | Bora-Hansgrohe          | Bora-Hansgrohe        | Mitchelton-Scott   | Mitchelton-Scott       | Mitchelton-Scott   | Polonia                    | Polonia                    | Polonia                    |
| 21                    | Pascal Ackermann        | R 6ª                  | 101                | Sam Bewley             | R 6ª               | 181                        | Paweł Cieślik              | 83º                        |
| 22                    | Cesare Benedetti        | 69º                   | 102                | Alexander Edmondson    | 97º                | 182                        | Paweł Franczak             | R 7ª                       |
| 23                    | Maciej Bodnar           | 109º                  | 103                | Tsgabu Grmay           | 22º                | 183                        | Jakub Kaczmarek            | R 7ª                       |
| 24                    | Davide Formolo          | 7º                    | 104                | Damien Howson          | 35º                | 184                        | Adrian Kurek               | R 6ª                       |
| 25                    | Rafał Majka             | 9º                    | 105                | Luka Mezgec            | R 6ª               | 185                        | Maciej Paterski            | 101º                       |
| 26                    | Paweł Poljański         | 54º                   | 106                | Mikel Nieve            | 16º                | 186                        | Szymon Rekita              | 50º                        |
| 27                    | Rüdiger Selig           | R 6ª                  | 107                | Nicholas Schultz       | 25º                | 187                        | Marek Rutkiewicz           | 60º                        |
| Team Jumbo-Visma      | Team Jumbo-Visma        | Team Jumbo-Visma      | EF Education First | EF Education First     | EF Education First | Cofidis, Solutions Crédits | Cofidis, Solutions Crédits | Cofidis, Solutions Crédits |
| 31                    | Lennard Hofstede        | 73º                   | 111                | Sacha Modolo           | R 6ª               | 191                        | Darwin Atapuma             | R 7ª                       |
| 32                    | Robert Gesink           | 36º                   | 112                | Nathan Brown           | 21º                | 192                        | Nicolas Edet               | 15º                        |
| 33                    | Neilson Powless         | 28º                   | 113                | Sergio Higuita         | 4º                 | 193                        | Filippo Fortin             | R 1ª                       |
| 34                    | Antwan Tolhoek          | 13º                   | 114                | Sean Bennett           | 98º                | 194                        | Jesper Hansen              | R 7ª                       |
| 35                    | Taco van der Hoorn      | 103º                  | 115                | Logan Owen             | R 7ª               | 195                        | José Herrada               | 70º                        |
| 36                    | Danny van Poppel        | R 7ª                  | 116                | Julius van den Berg    | 108º               | 196                        | Mathias Le Turnier         | 68º                        |
| 37                    | Jonas Vingegaard        | 26º                   | 117                | Luis Villalobos        | 59º                | 197                        | Luis Ángel Maté            | R 1ª                       |
| Astana Pro Team       | Astana Pro Team         | Astana Pro Team       | Trek-Segafredo     | Trek-Segafredo         | Trek-Segafredo     | Gazprom-RusVelo            | Gazprom-RusVelo            | Gazprom-RusVelo            |
| 41                    | Dario Cataldo           | 72º                   | 121                | Fumiyuki Beppu         | R 6ª               | 201                        | Ildar Arslanov             | R 6ª                       |
| 42                    | Rodrigo Contreras       | 76º                   | 122                | Gianluca Brambilla     | 30º                | 202                        | Nikolaj Čerkasov           | 56º                        |
| 43                    | Jan Hirt                | 80º                   | 123                | Nicola Conci           | 17º                | 203                        | Ivan Rovnyj                | 45º                        |
| 44                    | Jon Izagirre            | 11º                   | 124                | John Degenkolb         | 94º                | 204                        | Evgenij Šalunov            | 93º                        |
| 45                    | Merhawi Kudus           | 23º                   | 125                | Michael Gogl           | 66º                | 205                        | Sergej Šilov               | R 6ª                       |
| 46                    | Miguel Ángel López      | 40º                   | 126                | Mads Pedersen          | R 7ª               | 206                        | Mamyr Staš                 | R 6ª                       |
| 47                    | Nikita Stal'nov         | 81º                   |                    |                        |                    | 207                        | Aleksandr Vlasov           | R 3ª                       |
| UAE Team Emirates     | UAE Team Emirates       | UAE Team Emirates     | AG2R La Mondiale   | AG2R La Mondiale       | AG2R La Mondiale   | Team Novo Nordisk          | Team Novo Nordisk          | Team Novo Nordisk          |
| 51                    | Simone Consonni         | R 7ª                  | 131                | Geoffrey Bouchard      | 29º                | 211                        | Sam Brand                  | 105º                       |
| 52                    | Valerio Conti           | 49º                   | 132                | Clément Chevrier       | 52º                | 212                        | Joonas Henttala            | R 6ª                       |
| 53                    | Fernando Gaviria        | 89º                   | 133                | Silvan Dillier         | R 7ª               | 213                        | Brian Kamstra              | R 6ª                       |
| 54                    | Manuele Mori            | 79º                   | 134                | Alexandre Geniez       | R 6ª               | 214                        | Péter Kusztor              | 78º                        |
| 55                    | Edward Ravasi           | 53º                   | 135                | Quentin Jauregui       | 61º                | 215                        | David Lozano               | 99º                        |
| 56                    | Simone Petilli          | 46º                   | 136                | Pierre Latour          | 6º                 | 216                        | Andrea Peron               | 107º                       |
| 57                    | Diego Ulissi            | 3º                    | 137                | Clément Venturini      | 64º                | 217                        | Charles Planet             | 110º                       |
| Movistar Team         | Movistar Team           | Movistar Team         | Lotto Soudal       | Lotto Soudal           | Lotto Soudal       |                            |                            |                            |
| 61                    | Winner Anacona          | 48º                   | 141                | Sander Armée           | 47º                |                            |                            |                            |
| 62                    | Carlos Alberto Betancur | 41º                   | 142                | Carl Fredrik Hagen     | 18º                |                            |                            |                            |
| 63                    | Rubén Fernández         | 39º                   | 143                | Bjorg Lambrecht        | R 3ª (†)           |                            |                            |                            |
| 64                    | Eduard Prades           | 34º                   | 144                | Tomasz Marczyński      | 62º                |                            |                            |                            |
| 65                    | José Joaquín Rojas      | 65º                   | 145                | Harm Vanhoucke         | 88º                |                            |                            |                            |
| 66                    | Eduardo Sepúlveda       | 74º                   | 146                | Jelle Wallays          | R 6ª               |                            |                            |                            |
| 67                    | Rafael Valls            | 38º                   | 147                | Enzo Wouters           | R 6ª               |                            |                            |                            |
| Bahrain-Merida        | Bahrain-Merida          | Bahrain-Merida        | CCC Team           | CCC Team               | CCC Team           |                            |                            |                            |
| 71                    | Feng Chun Kai           | R 7ª                  | 151                | Amaro Antunes          | 75º                |                            |                            |                            |
| 72                    | Matej Mohorič           | 27º                   | 152                | Simon Geschke          | 19º                |                            |                            |                            |
| 73                    | Domen Novak             | R 6ª                  | 153                | Kamil Gradek           | 85º                |                            |                            |                            |
| 74                    | Hermann Pernsteiner     | 44º                   | 154                | Jakub Mareczko         | NP 6ª              |                            |                            |                            |
| 75                    | Luka Pibernik           | 91º                   | 155                | Łukasz Owsian          | 42º                |                            |                            |                            |
| 76                    | Domenico Pozzovivo      | 12º                   | 156                | Serge Pauwels          | 63º                |                            |                            |                            |
| 77                    | Jan Tratnik             | 96º                   | 157                | Paweł Bernas           | 100º               |                            |                            |                            |

### Legenda
| Dorsale       | Dorsale di partenza del ciclista | Posizione     | Posizione finale nella classifica generale               |
| Maglia gialla | Indica il vincitore della classifica generale                                                                                        | Maglia bianca | Indica il vincitore della classifica a punti             |
| Maglia fucsia | Indica il vincitore della classifica scalatori                                                                                       | Maglia blu    | Indica il vincitore della classifica sprint intermedi    |
| NP            | Indica un ciclista che non è ripartito in una tappa la mattina                                                                       | R             | Indica un ciclista che si è ritirato in una tappa        |
| FTM           | Indica un ciclista che ha concluso una tappa fuori tempo, ossia ha impiegato più tempo rispetto a quanto stabilito dal tempo massimo | EX            | Corridore escluso per non aver rispettato il regolamento |